# Siklósnagyfalu
Siklósnagyfalu è un comune dell'Ungheria di 413 abitanti (dati 2008) situato nella contea di Baranya, regione Transdanubio Meridionale